# Satyrus maidana
Satyrus maidana är en fjärilsart som beskrevs av Andrej Nikolajewitsch Avinoff och Sweadner 1951. Satyrus maidana ingår i släktet Satyrus och familjen praktfjärilar. Inga underarter finns listade.